# 奇蹟少女KOBATO.
《奇蹟少女KOBATO.》是CLAMP的日本漫画作品。最初以《KOBATO (暫)》（こばと(仮)）為題，於小學館漫畫雜誌《月刊Sunday GX》2005年1月号至9月号期間進行連載。全7話。之後移至角川書店的《月刊Newtype》2006年11月号至2011年8月号期間進行連載。單行本全6卷。
於2009年10月改編成電視動畫。台灣ANIMAX於2010年8月9日起周一至周五每晚9點放送，譯為「奇蹟少女」。香港翡翠台由2010年12月26日起首播，譯名同樣為「奇蹟少女KOBATO.」。全24話。

## 故事簡介
不可思議的少女──花戶小鳩有個「想去的地方」，為達到目的，她必須收集許多受傷的心來裝滿瓶子，在那之前，便需要治癒那些人們的心靈創傷。機緣巧合的情況下，小鳩來到人手不足的幼稚園幫忙，然而那是一間面臨廢校的幼稚園。於幼稚園打工的青年藤本清和、園長沖浦清花，還有幼稚園的小孩子們和其他人，都受到小鳩的真誠打動，而小鳩的內心也開始逐漸成長。小鳩成功治癒許多受傷的心，但最後又能否拯救到即將廢校的幼稚園呢？小鳩最終又能否達到目的？至於引導小鳩的不可思議小狗布娃娃──五百阿藏，其真正身分又到底是……？

## 登場角色

### 主要人物
花戶小鳩（聲優：花澤香菜／台灣：高幼帆／香港：劉惠雲）
本作的女主角。是個沒有常識又天然呆的女孩子。專長是唱歌。因為呆呆的加上沒心機，所以很受托兒所的小孩歡迎，但也常常出包，這時通常五百阿藏會對她噴火。小鳩很想去一個地方，在去那裡之前，必須把「瓶子」裝滿受傷的心，為了治療受傷的心，而在艾草托兒所當義工。總是戴著帽子，似乎隱藏著什麼秘密。可用來識別身份。漫畫中提到，小鳩其實是個瀕臨死亡的人，並且是因為當年五百阿藏和『天界』的戰爭所導致的。當年，五百阿藏為了想要得到自己心儀的天使 － 水晶（跟小鳩擁有同一個靈魂跟外貌只是不同世界的存在）而向『天界』宣戰，卻意外導致『人界』的小鳩遭受到池魚之殃而瀕臨死亡。水晶便以自己的靈魂為代價，代替了小鳩的靈魂，並且停止了小鳩的時間，將小鳩的時間停在死前的一剎那，不過似乎有時間限制。『天使』似乎沈睡在小鳩的體內，因而小鳩偶爾能使用天使的『法願』。
動畫版收尾中，小鳩其實是已經死亡的人，因為與某個大人物定下契約，約定只要裝滿瓶子，就可以轉世重生，來到世上，帽子下有個藍色的皇冠，是契約的證明。收集的期限是一年，小鳩後來因為把時間用來陪伴清和，而無法達成約定，靈魂差點被帶走。幸好藤本最後的那顆金平糖讓瓶子填滿，小鳩的願望『想要回到最想念的人的身邊』才得以實現。小鳩離去後，所有曾經跟小鳩接觸過的人全都忘記了和小鳩之間的回憶（琥珀除外）。四年後（漫畫為十六年後），轉世的小鳩與清和見面，因為碰觸到自己的金平糖而想起前世的記憶，與清和重逢。天使兔子也還給了所有人當初和小鳩之間的回憶。
五百阿藏（豬尾呂義）（聲優：稻田徹／台灣：梁興昌／香港：陳欣）
與小鳩一起行動的狗型布娃娃。本名『五百祇』。個性像沒耐性的大叔，可從嘴巴噴出火焰，且每次都針對小鳩的脫線行為給予處罰。喜歡喝啤酒和吃年輪蛋糕。交給小鳩瓶子，並監督她的常識測驗及治癒過程。以前的個性更為火爆。漫畫中提到其實五百阿藏以前是「異界」的王族，負責掌管火，也是『異界』的王的候補。當年在每十二年召開一次的『天界』、『地界』、『異界』的三界會議中碰巧遇見了長得跟小鳩一模一樣的天使（同一個靈魂，不同世界的存在）。為了能跟心儀的天使在一起所以向天界發動戰爭。但是，本以為很快就能結束的戰爭卻拖了很久。在這個過程中，隔絕『人界』與『神界』的屏障破碎，意外導致『人界』的小鳩瀕臨死亡。五百阿藏所心儀的天使為了讓小鳩避免死亡，以自己的靈魂代替了小鳩的靈魂，將小鳩的時間停止在死前的那一剎那。五百阿藏為了救回自己心儀的對象和小鳩，因此主動向神祈求並認輸，所以才變成布娃娃。五百阿藏對小鳩有著些許的特殊情感，或許是因為小鳩和五百阿藏心儀的天使有著同樣的靈魂跟外貌。幫助小鳩是五百阿藏與神的契約，而名字也是因為之前小鳩唸錯，所以就順其自然改成五百阿藏（豬尾呂義）（いよりょぎ）。
動畫版收尾中，雖然已經完成了和神之間的契約，但仍然決定暗中守護轉世後的小鳩，因此選擇留在人界。看到藤本和小鳩的重逢後感到非常欣慰。
藤本清和（聲優：前野智昭、木村亞希子（幼年）／台灣：于正昌／香港：李凱傑、鄭麗麗（幼年））
本作的男主角，是一名大學生，被沖浦清花的爸爸收養，是個被生母拋棄的孤兒。為了幫助托兒所，不斷的打工。表面上對小鳩不太抱著好意，但到緊要關頭還是會幫她一把。雖然毒舌，實際上是個相當溫柔的好人，討厭雪和聖誕節（因為就是在聖誕節那一天被拋棄的）。漫畫中提到，清和曾經非常喜歡清花老師直到小鳩出現之後。
動畫版結尾中，在小鳩臨走前，陪著自己的行為覺得厭煩，在小鳩不告而別時，才了解她對自己的重要性。當小鳩的靈魂差點被帶走時，自己的金平糖讓小鳩的瓶子填滿了，使小鳩的願望得以實現。小鳩消失後，記憶被消除，不再記得小鳩，只覺得少了甚麼重要的東西。後來看見小鳩留下的金平糖，才想起她的一切。到處去問人有關於小鳩的事情時，才發現已經沒有人記得她。後來問天使琥珀才知道小鳩的秘密。四年後（漫畫為十六年後），努力考上律師，在繼承案件中遇見轉世後的小鳩，把金平糖還給小鳩後讓她想起以前的事，相擁重逢。

### 艾草托兒所
沖浦清花（聲優：折笠富美子／台灣：汪世瑋／香港：陸惠玲）
艾草托兒所的老師，心地善良，輕易地接受了來歷不明的小鳩。為了保護孩子們建立了托兒所，因而欠了很多債。劇中因為父親被騙借了很多錢給其他人，去世後債務就落到清花身上了。
俊彥（聲優：渡邊明乃／香港：黃淑芬）
小鳩因稱讚他的媽媽是一位很厲害的母親而獲得第一顆金平糖。
義男（聲優：城雅子／香港：蔡惠萍）
滿里奈（聲優：真堂圭／台灣：汪世瑋／香港：張頌欣）
以上三人為艾草托兒所的學生。

### 來自《Chobits》的登場人物
此部分角色與原作為異次元相同靈魂之存在。
三原千歲（聲優：桑島法子／台灣：姜瑰瑾／香港：程文意）
沖浦清花的朋友，小鳩居住的公寓的管理員。對小鳩親切、友善。與前作《百變小櫻Magic咭》角色三原千春關係未明。
三原千帆（聲優：中島愛／香港：梁少霞）
千歲生的雙胞胎姊姊，與妹妹千世關係非常好，穿著白衣黑裙。
三原千世（聲優：中島愛／台灣：汪世瑋／香港：梁少霞）
千歲生的雙胞胎妹妹，與姊姊千帆關係非常好，穿著黑衣白裙。
植田弘康（聲優：樋口智透／香港：張方正）
點心店「思諾露」的店長。
大村裕美（聲優：豐崎愛生／香港：羅杏芝）
點心店「思諾露」的店員。

### 來自《Wish》的登場人物
此部分角色為原作本人，但時間軸已經改變。
琥珀（聲優：齋藤千和／台灣：汪世瑋／香港：陳凱婷）
有在天界最美麗的心和歌聲的天使。現在暫住在搶救了被烏鴉襲擊的地方──栩堂琇一郎的家。有不輸給小鳩的天然呆，於作者前作《Wish》的人物。漫畫中並不認識小鳩。
栩堂琇一郎（聲優：成田劍／台灣：于正昌／香港：陳卓智）
《Wish》的人物，職業是醫生。漫畫中並不認識小鳩。

### 來自《×××HOLiC》、《TSUBASA翼》的登場人物
此部分角色為原作本人之存在。×××HOLiC、TSUBASA翼在時間軸上是錯亂的，但排序上是原作完結後。
老婆婆（聲優：瀧澤久美子／台灣：姜瑰瑾／香港：蔡惠萍）
一位年邁的預言家，以占卜為職業。對小鳩很照顧。在漫畫中知道五百阿藏會說話以及小鳩的願望，並替小鳩占卜，告訴小鳩：「接下來即將遭遇的轉折，也許會讓你改變原來的願望喔」。
四月一日君尋（聲優：福山潤／台灣：梁興昌／香港：曹啟謙）
原為願望商店的店員，劇中出現時已成為店長。
小狼（聲優：入野自由／台灣：姜瑰瑾／香港：李致林）
異次元的旅行者，成熟的少年。在漫畫中並沒有登場。
黑鋼（聲優：稻田徹／台灣：梁興昌／香港：陳欣）
異次元的旅行者，武士。在漫畫中並沒有登場。
法伊．D．佛羅萊特（聲優：浪川大輔／台灣：于正昌／香港：黃啟昌）
異次元的旅行者。金髮的魔法師。在漫畫中並沒有登場。
摩可拿（白）（聲優：菊地美香／台灣：穆宣名／香港：何璐怡）
異次元的旅行者，原住於願望商店。在漫畫中並沒有登場。

### 來自《ANGELIC LAYER 天使領域》的登場人物
鈴原美咲（聲優：黃紫嫻（香港））
第十集（漫畫第九集）跟清和一起推銷啤酒的店員。
木崎珠代（聲優：張頌欣（香港））
第十集（漫畫第九集）跟清和一起推銷啤酒的店員。

### 其他人物
堂元崇（聲優：神谷浩史／香港：黃榮璋）
為清和於大學的友人。個性非常溫柔，但他卻非常佩服清和直率的性格，也對自己過份包容他人的個性相當苦腦（以上皆為動畫設定）。在動畫裡喜歡小鳩。
沖浦和斗（聲優：三木真一郎／香港：劉奕希）
向清花討債的人，為清花的前夫，意圖拆掉托兒所。另一方面他也是托兒所欠下大筆債務的始作俑者。似乎是為了清花才想拆掉托兒所，因為他對清花的愛並沒有消失。
銀生（聲優：浪川大輔／香港：陳廷軒）
看起來很像狼的神祕生物。來自異界，和五百阿藏有相當深的情誼，但是被玄琥說跟五百阿藏一樣兩個人都不坦率。以前在受重傷的時候被五百阿藏帶回去治療扶養，之後成為宿敵。右眼戴著眼罩，雙眼似乎都有疤痕。會變成動物在人間生活是因為跟著五百阿藏攻打天界失敗被神懲罰的緣故。
玄琥（聲優：小山力也／香港：陳卓智）
外表是一隻黑熊，來自異界，因為某些命令（？）去經營蛋糕屋，店名就直接命名為「熊的年輪蛋糕店」，和五百阿藏似乎是舊識，在異界時雖是五百阿藏的長輩常常照顧他，但卻常常被拖累，會一邊嘮叨五百阿藏的種種令人生氣的地方一邊做年輪蛋糕。以前的專長是蒐集情報，甚至帶過小弟。會變成黑熊在人間生活是因為跟著五百阿藏攻打天界失敗被神懲罰的緣故。
瑞祥（聲優：吉野裕行／台灣：于正昌／香港：巫哲棋）
玄琥其中之一的小弟，外表是一隻鸚哥，來自異界，因為存在感很低，所以五百阿藏一時忘記了他的名字。會變成鸚鵡在人間生活是因為跟著五百阿藏攻打天界失敗被神懲罰的緣故。

## 出版書籍
單行本
| 卷數 | 角川書店       | 角川書店               | 台灣角川      | 台灣角川               |
| 卷數 | 發售日期       | ISBN                   | 發售日期      | ISBN                   |
| ---- | -------------- | ---------------------- | ------------- | ---------------------- |
| 1    | 2007年12月26日 | ISBN 978-4-04-713998-5 | 2008年7月30日 | ISBN 978-986-174-743-9 |
| 2    | 2008年4月26日  | ISBN 978-4-04-715058-4 | 2009年1月15日 | ISBN 978-986-174-982-2 |
| 3    | 2008年12月26日 | ISBN 978-4-04-715146-8 | 2009年6月26日 | ISBN 978-986-237-143-5 |
| 4    | 2009年12月26日 | ISBN 978-4-04-715363-9 | 2010年6月2日  | ISBN 978-986-237-672-0 |
| 5    | 2010年12月25日 | ISBN 978-4-04-715584-8 | 2011年6月2日  | ISBN 978-986-287-188-1 |
| 6    | 2011年8月26日  | ISBN 978-4-04-715741-5 | 2012年3月22日 | ISBN 978-986-287-638-1 |

小說
叢書分類為角川Wing文庫。
- 奇蹟少女KOBATO.(1)  2010年4月15日發售 ISBN 978-4-04-631092-7
- 奇蹟少女KOBATO.(2)  2010年7月15日發售 ISBN 978-4-04-631110-8

### 其他書籍
皆由角川書店出版。
- TV動畫《奇蹟少女KOBATO.》CHARACTERS COLLECTION 2010年2月24日發售 ISBN 978-4-04-854454-2
- TV動畫《奇蹟少女KOBATO.》公式指南 Happy Memories 2010年5月28日發售 ISBN 978-4-04-854491-7
- 2011年10月19日發售 ISBN 978-4-04-854710-9
  - 小鸠 插画与回忆 2013年5月5日发售 ISBN 978-7-5356-6175-3 湖南美術出版社（出版）、天闻角川（发行）

日曆書
- 奇蹟少女KOBATO.2010 Calendar 2009年11月18日發售 ISBN 978-4-04-715363-9

## 電視動畫
2009年10月6日NHK開始放送。全24話。

### 製作人員
- 原作 - CLAMP
- 監督 - 増原光幸
- 動畫監修 - 浅香守生
- 系列構成 - 横手美智子、大川七瀬
- 人物設計 - 加藤裕美
- 美術監督 - 上野秀行
- 色彩設計 - 大野春恵
- 攝影監督 - 棚田耕平
- 編輯 - 木村佳史子
- 音響監督 - 中嶋聰彥、三間雅文
- 音樂 - 濱剛
- 音樂製作人 - 井上裕香子
- 製作人 - 小林潤香、柴田裕司、中野朗子、武智恒雄、青木絵理子、二方由紀子、原田由佳
- 動畫製作人 - 高橋亮平
- 動畫製作 - MADHOUSE
- 製作 - Kobato。守護會（KADOKAWA、Flying DOG、四月一日、NHK Enterprise、MADHOUSE、KLOCKWORX、Memory Tech）

### 主題曲
片頭曲
「マジックナンバー」
作詞 - 坂本真綾、作曲・編曲 - 北川勝利、ストリングス編曲 - 河野伸、歌 - 坂本真綾
片尾曲
「ジェリーフィッシュの告白」（第1話 - 第19話）
作詞 - 岩里祐穗、作曲・編曲 - 宮川彈、歌 - 中島愛
「わたしにできること」（第20話 - 第23話）
作詞、曲 - 宮川彈、歌 - 中島愛
「あした来る日～桜咲くころ」（第24話）
作詞 - 新居昭乃、作曲・編曲 - はまたけし、歌 - 花澤香菜
插入曲
「あした来る日」（即將到來的明天）（第1話、第8話）
作詞 - 新居昭乃、作曲・編曲 - はまたけし、歌 - 花澤香菜
「あした来る日～いちょうの木の下で」（即將到來的明天～在銀杏樹下）（第13話）
作詞 - 新居昭乃、作曲・編曲 - はまたけし 、歌 - 花澤香菜／齋藤千和
「あした来る日〜雪の降る街で」（即將到來的明天～下雪的街道）（第19話）
作詞 - 新居昭乃、作曲 - はまたけし、歌 - 花澤香菜

### 各話標題
| 話數       | 日文標題 | 中文標題         | 劇本       | 分鏡                       | 演出                             | 作畫監督                                                                 |
| ---------- | -------- | ---------------- | ---------- | -------------------------- | -------------------------------- | ------------------------------------------------------------------------ |
| 第一話     |          | 祈願的少女       | 大川七瀨   | 淺香守生 増原光幸 西田正義 | 高橋知也                         | 小林明美                                                                 |
| 第二話     |          | 金平糖的光輝     | 橫手美智子 | 西田正義                   | 鈴木卓夫                         | 宍倉敏 片山美雪                                                          |
| 第三話     |          | 雨的贈禮         | 吉田玲子   | 立川讓                     | 立川讓                           | 櫻井邦彥 小林明美 キムビルガン                                           |
| 第四話     |          | 綠葉的怦然心跳   | 池田真美子 | 西田正義                   | 牧野吉高                         | 片山美雪                                                                 |
| 第五話     |          | 螢火蟲的約定     | 山田由香   | 伊藤智彥                   | 伊藤智彥                         | 井野真理惠 薗部愛子 馬場充子                                             |
| 第六話     |          | 小小捉迷藏       | 吉田玲子   | 中山奈緒美                 | キムミンソン                     | チャンギルヨン 趙源熈                                                    |
| 第七話     |          | 溫柔的人         | 橫手美智子 | 大久保富彥                 | 細田雅弘                         | 小山知洋 阿部惠美子                                                      |
| 第八話     |          | 小貓的搖籃曲     | 池田真美子 | 佐山聖子                   | 高橋知也                         | 高田晴仁 小林明美 加藤やすひさ キムビルガン                              |
| 第九話     |          | 夏天的記憶       | 平見瞠     | 鶴岡耕次郎                 | 立川譲 阿部恒 淺香守生           | チャンギルヨン キムドンシク                                              |
| 第十話     |          | 風琴與少年的日子 | 山田由香   | 高橋亨                     | 高橋亨                           | 櫻井邦彥 小林明美                                                        |
| 第十一話   |          | 偵探 花戶小鳩    | 吉田玲子   | 松尾衡                     | 則座誠                           | 菅井翔                                                                   |
| 第十二話   |          | 銀色眼眸         | 山田由香   | 佐山聖子                   | 鈴木卓夫                         | 片山美雪                                                                 |
| 第十三話   |          | 天使與守護者     | 橫手美智子 | 小島正幸                   | 渡邊こと乃                       | キムクムス 薗部愛子                                                      |
| 第十四話   |          | 黃昏尋物         | 平見瞠     | 宮繁之                     | キムミンソン 佐藤雄三 高橋知也   | キムドンシク チャンギルヨン キムテジョン キムポギョン クオンヒョクジョン |
| 第十五話   |          | 默默的祈禱       | 池田真美子 | 佐藤雄三                   | 中川聰                           | 加野晃                                                                   |
| 第十六話   |          | 未知生物體       | 吉田玲子   | 伊藤尚往                   | 伊藤尚往                         | 高田晴仁 キムクムス                                                      |
| 第十七話   |          | 未知生物體、2號  | 水島努     | 伊藤智彥                   | 田中智也                         | 菅野智之 小山知洋                                                        |
| 第十八話   |          | 寒風的溫暖       | 山田由香   | 宮繁之                     | 牧野吉高                         | 福永純一 金子匡邦                                                        |
| 第十九話   |          | 白色聖誕節       | 吉田玲子   | 中村亮介                   | 中村亮介                         | 櫻井邦彥 キムクムス                                                      |
| 第二十話   |          | 旅行者           | 大川七瀨   | 高橋亨                     | キムミンソン 佐藤雄三 渡邊こと乃 | キムドンシク チャンギルヨン キムテジョン                                 |
| 第二十一話 |          | 春天的腳步聲     | 池田真美子 | 立川讓                     | 則座誠                           | 菅井翔                                                                   |
| 第二十二話 |          | 道別之日         | 橫手美智子 | 高橋亨                     | 中山奈緒美                       | 高田晴仁 薗部愛子 井野真理惠                                             |
| 第二十三話 |          | 小鳩的心願       | 橫手美智子 | 淺香守生                   | 淺香守生 高橋知也                | キムクムス 細井美惠子 薗部愛子 井野真理惠                                |
| 第二十四話 |          | 明天到來的日子   | 平見瞠     | 増原光幸                   | 増原光幸 渡邊こと乃              | 櫻井邦彥 高田晴仁 小林明美                                               |

### 金平糖的主人
| 話數 | 登場人物   | 配音員     | 香港配音   |
| ---- | ---------- | ---------- | ---------- |
| 2    | 俊彥       | 渡邊明乃   | 黃淑芬     |
| 3    | 田所睦美   | 井上麻里奈 | 鄭麗麗     |
| 5    | 森颯太郎   | 松本保典   | 陳廷軒     |
| 7    | 堂元崇     | 神谷浩史   | 黃榮璋     |
| 8    | 三原千帆   | 中島愛     | 梁少霞     |
| 8    | 三原千世   | 中島愛     | 梁少霞     |
| 9    | 水橋夏希   | 川澄綾子   | 陳凱婷     |
| 9    | 森川雪子   | 福圓美里   | 鄭麗麗     |
| 11   | 大村裕美   | 豐崎愛生   | 羅杏芝     |
| 13   | （銀杏樹） | （銀杏樹） | （銀杏樹） |
| 14   | 啟太       | 熊井統子   | 鄭麗麗     |
| 16   | ※          | ※          | ※          |
| 21   | 沖浦清花   | 折笠富美子 | 陸惠玲     |
| 21   | 沖浦和斗   | 三木真一郎 | 劉奕希     |
| 23   | 藤本清和   | 前野智昭   | 李凱傑     |

※為動畫沒有的，漫畫出現的六個人。

### 播放電視台
| 播放地區 | 播放電視台      | 播放日期                      | 播放時間                                           | 備註                               |
| -------- | --------------- | ----------------------------- | -------------------------------------------------- | ---------------------------------- |
| 日本全域 | NHK BS2         | 2009年10月6日 - 2010年3月23日 | 星期二 20:00 – 20:25                               |                                    |
| 日本全域 | NHK on-demand   | 2009年10月7日 - 2010年3月24日 | 星期三 20:00 更新                                  | 10天付費觀看                       |
| 日本全域 | 動畫Newtype頻道 | 2009年10月17日 - 2010年4月3日 | 星期六 12:00 更新                                  | 第1話免費觀看 第2話以後付費觀看    |
| 日本全域 | NHK教育頻道     | 2010年3月29日 - 9月20日       | 星期一 19:25 – 19:50                               | 高畫質放送                         |
| 日本全域 | NHK BShi        | 2010年10月3日 - 2011年3月27日 | 星期日 9:25 – 9:50                                 |                                    |
| 日本全域 | 迪士尼頻道      | 2012年7月17日 -               | 星期二 - 星期四 21:30 - 22:00 星期日 21:30 - 22:25 | 平日3週連續 日曜のみ2話連続        |
| 日本全域 | AT-X            | 2014年11月1日 -               | 星期六 19:30 - 20:00                               | 有重播                             |
| 臺灣     | Animax          | 2010年8月9日－9月9日          | 星期一至五 21:00-21:30                             |                                    |
| 香港     | 翡翠台          | 2010年12月26日－2011年4月3日  | 星期日 10:00-11:00                                 |                                    |
| 香港     | 無綫兒童台      | 2011年7月12日－8月12日        | 星期一至五 06:00-06:30                             | 另有六天播放時間變更為 10:00-10:30 |
| 香港     | J2              | 2011年9月13日－10月14日       | 星期一至五 17:55-18:25                             |                                    |
| 香港     | 高清翡翠台      | 2013年1月13日－3月31日        | 星期日 08:05－09:00                                |                                    |

### 影音商品
DVD
| 卷數 | 發售日期       | 收錄話數                | 規格編號  | 規格編號  |
| 卷數 | 發售日期       | 收錄話數                | 通常版    | 限定版    |
| ---- | -------------- | ----------------------- | --------- | --------- |
| 1    | 2010年1月29日  | 第一話 - 第二話         | KABA-6701 | KABA-6601 |
| 2    | 2010年2月26日  | 第三話 - 第四話         | KABA-6702 | KABA-6602 |
| 3    | 2010年3月26日  | 第五話 - 第六話         | KABA-6703 | KABA-6603 |
| 4    | 2010年4月23日  | 第七話 - 第八話         | KABA-6704 | KABA-6604 |
| 5    | 2010年5月28日  | 第九話 - 第十話         | KABA-6705 | KABA-6605 |
| 6    | 2010年6月25日  | 第十一話 - 第十二話     | KABA-6706 | KABA-6606 |
| 7    | 2010年7月23日  | 第十三話 - 第十四話     | KABA-6707 | KABA-6607 |
| 8    | 2010年8月27日  | 第十五話 - 第十六話     | KABA-6708 | KABA-6608 |
| 9    | 2010年9月24日  | 第十七話 - 第十八話     | KABA-6709 | KABA-6609 |
| 10   | 2010年10月22日 | 第十九話 - 第二十話     | KABA-6710 | KABA-6610 |
| 11   | 2010年11月26日 | 第二十一話 - 第二十二話 | KABA-6711 | KABA-6611 |
| 12   | 2010年12月24日 | 第二十三話 - 第二十四話 | KABA-6712 | KABA-6612 |

BD
| 發售日        | 標題                        | 收錄話數 | 規格編號  |
| ------------- | --------------------------- | -------- | --------- |
| 2012年3月30日 | 奇蹟少女KOBATO. Blu-ray BOX | 全24話   | KAXA-4500 |

## 外部連結
- 動畫官方網站（日語）
- こばと。 - NHK放送史（日本放送协会）（日語）